# أليكس ويلينغتون
أليكس ويلينغتون هو لاعب هوكي الجليد كندي، ولد في 4 أغسطس 1893 في Madoc, Ontario (township) ‏ في كندا، وتوفي في 20 سبتمبر 1967 في بورلينغتون في الولايات المتحدة.

## وصلات خارجية
- أليكس ويلينغتون على موقع دوري الهوكي الوطني (الإنجليزية)
- أليكس ويلينغتون على موقع قاعة مشاهير الهوكي (لاعب أن.إتش.أل) (الإنجليزية)
- أليكس ويلينغتون على موقع EliteProspects.com (الإنجليزية)
- أليكس ويلينغتون على موقع Hockey-Reference.com (الإنجليزية)